# Susan Rapp
Susan Rapp (Eden Prairie, Estados Unidos, 5 de julio de 1965) es una nadadora estadounidense retirada especializada en pruebas de estilo braza, donde consiguió ser subcampeona olímpica en 1984 en los 200 metros braza y campeona olímpica en la prueba de 4x100 metros estilos.

## Carrera deportiva
En los Juegos Olímpicos de Los Ángeles 1984 ganó la medalla de plata en los 200 metros con un tiempo de 2:31.15 segundos, tras la canadiense Anne Ottenbrite y por delante de la belga Ingrid Lempereur. En cuanto a las pruebas grupales, ganó el oro en los relevos de 4x100 metros estilos (nadando el largo de braza), por delante de Alemania Occidental y Canadá.

## Palmarés internacional
| Juegos Olímpicos | Juegos Olímpicos             | Juegos Olímpicos | Juegos Olímpicos |
| Año              | Lugar                        | Medalla          | Prueba           |
| ---------------- | ---------------------------- | ---------------- | ---------------- |
| 1984             | Los Ángeles (Estados Unidos) | Medalla de plata | 200 m braza      |
| 1984             | Los Ángeles (Estados Unidos) | Medalla de oro   | 4x100 m estilos  |